# がちヨミ!デコよみ!?
『がちヨミ!デコよみ!?』（がちよみでこよみ）とは、ラジオ大阪、響、AMGチャンネルで放送されていたラジオ番組。アミューズメントメディア総合学院が、青二エンタテインメントの協力で提供していた。20名の女性声優が朗読発表ステージを目指し、朗読の課題にチャレンジする番組。20名は、5名1チームで、A、B、C、Dの4組に分けられ、週ごとに放送されるチームが入れ替わっていくもの。朗読の題材として、百人一首などの古典、童話、小説、ライトノベルなどが取り上げられた。

## 組み分け
A組：斉藤佑圭、佐々木愛、冨岡美沙子、佐土原かおり、宮内敬子
B組：星ありさ、隅広洋子、金子有希、遠藤久美子、宮本愛
C組：山中まどか、照井春佳、佐々木智代、堤真理子、工藤潮子
D組：藤堂真衣、渡辺未来、外川大花、野水伊織、林田あゆ美

## 放送概要
パーソナリティ
- おたっきぃ佐々木

放送時間
- 2011年8月5日 - 2012年1月27日

毎週金曜日 24:30 - 25:00

## コーナー
アニソン朗読リクエスト
リスナーから応募した「思い出のアニソン」、「朗読させたいアニソン」の歌詞を朗読する
ふたりで二分
新人声優がふたりだけで担当
ひとりでポン！
同じ作品をそれぞれの声優が、一人で朗読する
初見でポン！
その場で渡された課題をいきなり朗読
きょうの一首
百人一首をひとり一首ずつ読んでいく

## テーマソング
- Not Alone  (渡辺奈央子)